# Vilares de Vilariça
Vilares de Vilariça is een plaats (freguesia) in de Portugese gemeente Alfândega da Fé en telt 314 inwoners (2001).